# F-класс
F-класс или сегмент F (англ. F-segment) — крупнейший по габаритам класс легковых автомобилей согласно классификации Европейской комиссии, также соответствующий классу люкс. Аналогами F-класса являются полноразмерный седан (full-size luxury sedan) в США, элитный седан или элитный лимузин (luxury saloon или luxury limousine) в Великобритании и оберкласс (Oberklasse) в Германии.

## Характеристики
Автомобили F-класса, будучи престижными по статусу, занимают небольшую долю на европейском рынке (около 0,3% продаж), ассортимент ограничен несколькими моделями. Большая часть автомобилей F-класса — это седаны, хотя есть также универсалы и хетчбэки с дверью сзади. Обыденными являются модели автомобилей с расширенной колёсной базой и множеством дополнительных функций, доступных пассажирам на задних сидениях. В зависимости от рынка могут продаваться как модели с расширенной колёсной базой, так и с укороченной. К F-классу относятся также машины класса «ультралюкс».

## Примеры
Четыре наиболее известных машин F-класса в Европе — Mercedes-Benz S-класса, BMW 7, Porsche Panamera и Audi A8.
- Mercedes-Benz S-класс (1972—н.в.)
- BMW 7-Series (1977—н.в.)
- Porsche Panamera (2010—н.в.)
- Audi A8 D5 (1994—н.в.)

## Продажи в Европе
| Место в 2018 | Производитель | Модель       | Продажи в 2013 | Продажи в 2014 | Продажи в 2015 | Продажи в 2016 | Продажи в 2017 | Продажи в 2018 | Изменения, % (2017—2018) |
| ------------ | ------------- | ------------ | -------------- | -------------- | -------------- | -------------- | -------------- | -------------- | ------------------------ |
| 1            | Mercedes-Benz | S-Class      | 8,736          | 17,669         | 16,583         | 14,967         | 14,757         | 14,373         | ▼ –3%                    |
| 2            | BMW           | 7 Series     | 5,980          | 5,307          | 5,985          | 13,320         | 11,533         | 9,552          | ▼ –17%                   |
| 3            | Porsche       | Panamera     | 5,679          | 5,676          | 4,191          | 3,140          | 10,478         | 9,454          | ▼ -10%                   |
| 4            | Audi          | A8 / S8      | 5,486          | 6,556          | 6,717          | 5,372          | 5,887          | 5,791          | ▼ -2%                    |
| 5            | BMW           | 8 Series     | —              | —              | —              | —              | —              | 1,299          | Новый                    |
| 6            | Jaguar        | XJ           | 2,287          | 1,905          | 1,616          | 1,847          | 1,495          | 1,099          | ▼ –2%                    |
| 7            | Lexus         | LS           |                |                |                |                | 101            | 636            | ▲ +530%                  |
| 8            | Maserati      | Quattroporte | 452            | 812            | 815            | 682            | 562            | 459            | ▼ –18%                   |
| 9            | Bentley       | Flying Spur  | 313            | 624            | 555            | 627            | 637            | 359            | ▼ -44%                   |
| 10           | Rolls-Royce   | Phantom      | 120            | 105            | 97             | 124            | 95             | 171            | ▲ +80%                   |
| 11           | Rolls-Royce   | Ghost        | 255            | 189            | 233            | 180            | 166            | 113            | ▼ –32%                   |
| 12           | Bentley       | Mulsanne     | 156            | 185            | 209            | 227            | 186            | 108            | ▼ –42%                   |
| 13           | Aston Martin  | Rapide       | 250            | 165            | 197            | 108            | 124            | 74             | ▼ -40%                   |
| Итого        | —             | —            | —              | —              | —              | 40,754         | 45,928         | 42,189         | ▼ -8%                    |

## Азия
В 1989 году в Азии была произведена первая машина F-класса для внешнего рынка, Lexus LS400. Ранее подобные автомобили производились только для японского рынка: среди флагманов F-класса выделялись Toyota Century, Nissan President и Mitsubishi Debonair. В Южной Корее первые машины F-класса представляли собой результат сотрудничества двух компаний: так, в 1994 году вышла Daewoo Arcadia (переделанная Honda Legend), в 1997 году — SsangYong Chairman (на базе Mercedes-Benz E-класса), в 1999 году — Hyundai Equus (на базе Mitsubishi Proudia и Mitsubishi Dignity). Наиболее поздней корейской моделью F-класса является Genesis G90.

## Европа
- Линейка автомобилей F-класса от Mercedes началась с выпуска Mercedes-Benz W187[англ.] в 1951 году. Следующей моделью в 1954 году стал Mercedes-Benz W180 Ponton, в 1959 году — Mercedes-Benz W111, в 1965 году — Mercedes-Benz W108. В 1972 году с конвейера сошёл первый Mercedes-Benz S-класс, который производится и по сей день (самое позднее поколение — шестое).
- Линейка автомобилей F-класса от Jaguar началась с выпуска Jaguar Mark VII в 1951 году. Последующими моделями стали Mark VIII (1956), Mark IX (1959) и Mark X[англ.] (1961), переименованный в Jaguar 420G в 1966 году. С 1968 года производится Jaguar XJ: в производстве в настоящий момент четвёртое поколение машин.
- Предшественниками линейки машин сегмента F от BMW являются седаны BMW 501/502, которые сменили BMW E3 и E9 в 1977 году. С 1978 года производится BMW 7: выпущено уже шесть поколений этих автомобилей.
- С 1963 года производится Maserati Quattroporte (уже выпускается шестое поколение подобных машин).
- С 1988 по 1993 годы выпускалась Audi V8, первая машина F-класса от Audi. С 1994 года выпускается Audi A8 (четыре поколения).

## США
В США автомобили сегмента F известны как полноразмерные автомобили (наравне с европейскими автомобилями сегмента E) или как автомобили представительского класса.